# Eurodryas albofasciata
Eurodryas albofasciata är en fjärilsart som beskrevs av Frederick William Frohawk 1938. Eurodryas albofasciata ingår i släktet Eurodryas och familjen praktfjärilar. Inga underarter finns listade i Catalogue of Life.